# Dům U Tří tykví
Dům U Tří tykví, někdy také zvaný U Pěti tykví, U Tykvů či U Jelena, je dům čp. 440 na Starém Městě v Praze v Michalské ulici č. 11. Stojí mezi domy U Bílého zajíce a U Staré paní. Je chráněn jako kulturní památka České republiky.
Dům je novostavbou z roku 1935, ale fasádou napodobuje původní stavbu. První zprávy o ní pocházejí z roku 1360. K roku 1424 je doložen název „Ad cucumeres“ (U Tykví). Dům byl renesančně přestavěn, po roce 1705 pak barokně. Z doby dalších, pozdně barokních úprav, tj. ze 60. let 18. století, pochází rokokové sousoší svatého Huberta od Ignáce Františka Platzera, který se inspiroval obdobným sousoším Ferdinanda Maxmiliána Brokoffa v Tomášské ulici na Malé Straně. V roce 1932 byl starý dům zbořen, během bourání byly objeveny gotické fragmenty, mj. také freska z přelomu 14. a 15. století, která byla uložena v Muzeu hlavního města Prahy.
Pod oknem v prvním patře je umístěna pamětní deska Karla Jaromíra Erbena, který v domě žil i zde roku 1870 zemřel.

## Externí odkazy

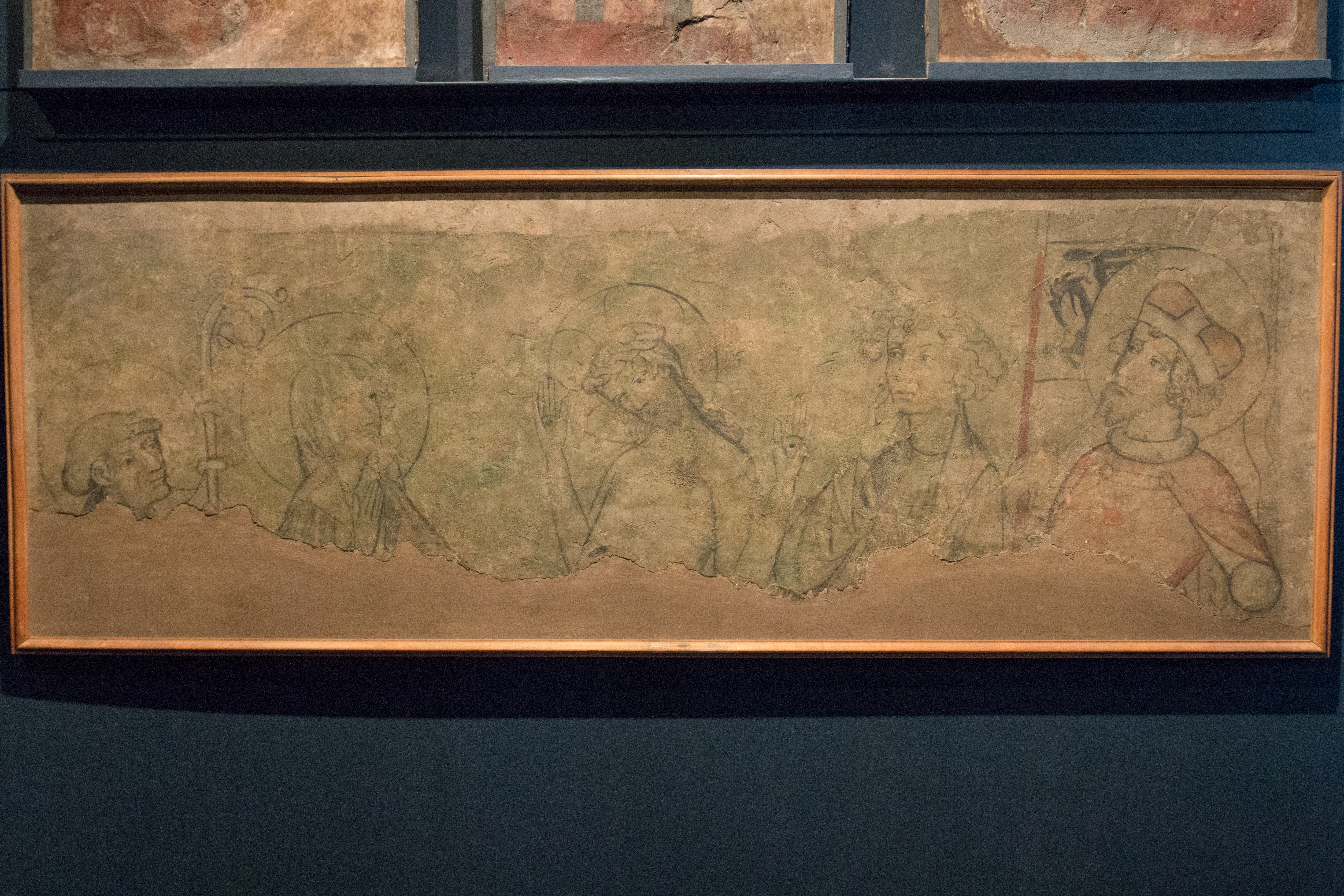
Gotická freska z domu U tří tykví